# باشگاه ورزشی ماریتیمو
باشگاه ورزشی ماریتیمو (به پرتغالی: Club Sport Marítimo) یک باشگاه ورزشی که در شهر فونچال در جزایر مادیرای پرتغال قرار دارد. این باشگاه در ۲۰ سپتامبر ۱۹۱۰ (۲۸ شهریور ۱۲۸۹) تأسیس شده‌است. گرچه رشتهٔ اصلی این باشگاه فوتبال است اما در بسیاری از رشته‌های دیگر مانند والیبال، هندبال، بسکتبال، فوتسال، دو و میدانی، کاراته و ژیمناستیک فعالیت دارد. تیم فوتبال این باشگاه در لیگ برتر پرتغال بازی می‌کند. هم‌چنین باشگاه فوتبال ماریتیمو بی، تحت مدیریت ماریتیمو، در لیگا پرتغال ۲ فعالیت دارد.
از بین ۳۰ بازیکن اصلی این تیم در فصل ۲۲-۲۰۲۱ لیگ برتر فوتبال پرتغال ، فقط ۱۱ بازیکن ملیت کشور پرتغال را دارند و سایر بازیکنان با ملیت هایی مثل: ایران، برزیل، ایتالیا، آرژانتین، اسپانیا، فرانسه، سوئد، کامرون، موزامبیک، آنگولا، برونئی در این تیم باز میکنند.

## بازیکنان ایرانی
- علیرضا حقیقی (۲۰۱۶)
- امیر عابدزاده  (۲۰۱۷-۲۰۲۱، ۲۰۲۳-۲۰۲۴)
- علی علیپور (۲۰۱۹-۲۰۲۲)